# Министерство образования Республики Беларусь
Министерство образования Республики Беларусь (бел. Міністэрства адукацыі Рэспублікі Беларусь) — республиканский орган государственного управления, реализующий государственную политику в сфере, управляющий обеспечением качества образования, а также проводящий государственную молодёжную политику.
В своей деятельности руководствуется Конституцией Республики Беларусь, Кодексом Республики Беларусь об образовании, Положением о Министерстве образования Республики Беларусь и иными актами законодательства.

## История
В январе 1919 года был создан Комиссариат просвещения Временного рабоче-крестьянского правительства БССР, который в феврале был преобразован в Народный комиссариат просвещения Литовско-Белорусской ССР. В июле 1920 года был создан отдел народного образования при Минском губернском революционном комитете, вскоре преобразованный в Комиссариат просвещения Военревкома БССР. На его основе 17 декабря 1920 года был образован Народный комиссариат просвещения (Наркомпрос) БССР, состоявший из организационного и академического центров. Первое Положение о Наркомпросе БССР было утверждено 3 ноября 1924 года, новые Положения утверждались 8 мая 1929 года и 13 января 1939 года. До 1936 года в компетенцию Наркомпроса БССР входило также руководство театральной, цирковой, эстрадной деятельностью, после чего эти сферы были переданы Управлению по делам искусств при СНК БССР. Руководство музеями, домами культурами и библиотеками оставалось в ведении Наркомпроса до 1945 года, когда был образован Комитет по делам культурно-просветительных учреждений при СНК БССР.
В 1946 году Наркомат просвещения БССР был переименован в Министерство просвещения БССР. В 1950-е годы из функций министерства было постепенно исключено руководство высшими учебными заведениями. Первоначально министерство передало руководство БГУ и некоторыми другими вузами союзному Министерству высшего образования СССР, но продолжило управление педагогическими учебными заведениями в БССР. В 1959 году в системе руководства образованием было создано Министерство высшего, среднего специального и профессионального образования БССР, которому из системы Минпроса было передано руководство педагогическими учебными заведениями. Согласно Положению от 8 декабря 1962 года Минпрос БССР являлся республиканским министерством, но 8 августа 1966 года его преобразовали в союзно-республиканское министерство. 12 июня 1969 года было утверждено новое Положение о министерстве.
11 мая 1988 года Указом Президиума Верховного Совета БССР Министерство просвещения БССР было упразднено, а вместо него было образовано союзно-республиканское Министерство народного образования БССР. 26 января 1990 года было утверждено Положение о министерстве. В конце 1991 года переименовано в Министерство народного образования Республики Беларусь. 10 января 1992 года Верховный Совет Республики Беларусь преобразовал Министерство народного образования в Министерство образования.
В 1994 году Министерство образования было преобразовано в Министерство образования и науки. 22 июня 1995 года было утверждено Положение о министерстве. В 1997 году вновь было преобразовано в Министерство образования.
Новые Положения о министерстве утверждались постановлениями Совета Министров Республики Беларусь от 17 апреля 1997 года № 361, 29 октября 2001 года № 1554 и 4 августа 2011 года № 1049.
С 2012 года работает программа набора молодых аналитиков Умные сети, организованная министерством.
19 ноября 2023 года реорганизовано в форме слияния научно-методическое учреждение «Национальный институт образования» Министерства образования Республики Беларусь и государственное учреждение образования «Академия последипломного образования», образовано на базе их имущества государственное учреждение образования «Академия образования». Академия образования подчиняется Министерству образования.

## Структура
В структуре центрального аппарата министерства насчитывается 1 департамент, 5 главных управлений, 11 управлений:
- Департамент контроля качества образования;
- Главное управление общего среднего, дошкольного и специального образования;
- Главное управление профессионального образования;
- Главное управление воспитательной работы и молодежной политики;
- Главное управление кадровой политики и организационно-аналитической работы;
- Главное управление экономики образования;
- Управление дошкольного образования;
- Управление общего среднего образования;
- Управление высшего образования;
- Управление профессионально-технического и среднего специального образования;
- Управление науки и инновационной деятельности;
- Управление международного сотрудничества;
- Управление социальной, воспитательной и идеологической работы;
- Управление по делам молодежи;
- Управление развития материально-технической базы;
- Управление кадровой политики;
- Управление планирования и финансирования бюджетных расходов;
- ряд самостоятельных отделов.

Министерству подчиняются все учреждения образования государственной формы собственности, которые составляют более 99% школ и большинство вузов в Республике Беларусь.

## Министр
С 10 февраля 2022 года должность министра образования занимает Андрей Иванович Иванец.  Должность первого заместителя министра занимает Александр Геннадьевич Баханович.
Прежние министры
БССР
- Евдокия Ильинична Уралова (1946—1947)
- Михаил Васильевич Зимянин (1947—1947)
- Платон Васильевич Саевич (1947—1951)
- Иван Макарович Ильюшин (1951—1961)
- Николай Артемьевич Халипов (1961—1964)
- Григорий Яковлевич Киселёв (1964—1968)
- Михаил Гаврилович Минкевич (1968—1985)
- Людмила Константиновна Сухнат (1985—1988)
- Михаил Иванович Демчук (1988—1991)[15]

Республика Беларусь
- Виктор Анатольевич Гайсёнок (1992—1994)
- Василий Иванович Стражев (1994—2001)
- Пётр Иванович Бригадин (2001—2003)
- Александр Михайлович Радьков (2003—2010)
- Сергей Александрович Маскевич (2010—2014)
- Михаил Анатольевич Журавков (2014—2016)
- Игорь Васильевич Карпенко (2016—2021)
- Андрей Иванович Иванец (2022—н. в.)